# Medina tristis
Medina tristis là một loài ruồi trong họ Tachinidae.